# 神扇グラウンド
神扇グラウンド（かみおうぎぐらうんど）は埼玉県幸手市（八代地区）に所在する幸手市が設置、管理・運営する近隣公園である。

## 概要
園内施設は野球グラウンドが2面となっており、他に駐車場やトイレなどである。また、利用料金に関して久喜市・蓮田市・白岡市・南埼玉郡宮代町・北葛飾郡杉戸町の在住者は通常料金で利用することができる。これらの自治体以外の利用者の利用料金は当該使用料の2倍となっている。このグラウンドの所在している場所はかつて神扇沼と呼ばれ、掘り上げ田として利用されていた農地であった。

## 施設
- 野球グラウンド
  - Aグラウンド
  - Bグラウンド
- 駐車場
- トイレ

## 所在地
- 〒340-0146
- 埼玉県幸手市大字神扇字天神前273[2]

## 交通
- 幸手駅より市内循環バスの「幸手駅前」バス停より「東Bコース」に乗車、「戸島（乗車約18分）」にて下車、バス停より北北西方へ徒歩約10分（距離約500m[3]）。運賃は100円（1日乗車券は200円）。（市内循環バス　幸手市ホームページ）
- 幸手駅より南東方へ徒歩にて約35分。（距離約2.2km）[4]
- 杉戸高野台駅より東北東方へ徒歩にて約30分。（距離約2km）[5]